# Corrida de São Silvestre de 1927
A Corrida de São Silvestre de 1927 foi a 3ª edição da prova de rua, realizada no dia 31 de dezembro de 1927, no centro da cidade de São Paulo, a largada aconteceu às 23h45m, a prova foi de organização da Cásper Líbero.
O vencedor foi Heitor Blasi, do Clube de Regatas Tietê com o tempo de 22m35s.

## Percurso
Da Avenida Paulista ao Parque Trianon, com 6 200 metros.

## Resultados

#### Masculino
- 1º Heitor Blasi (Brasil) - 23m00s